# Carsten Müller-Tidow
Carsten Müller-Tidow (* 1968 in Remscheid) ist ein deutscher Hämatologe und Onkologe und Professor an der Ruprecht-Karls-Universität Heidelberg.

## Leben
Nach dem Abitur studierte Müller-Tidow Humanmedizin an der Rheinisch-Westfälischen Technischen Hochschule in Aachen und an der Rheinischen Friedrich-Wilhelms-Universität in Bonn. Nach dem Staatsexamen war er von 1994 bis 1996 am Universitätsklinikum in Münster tätig und legte in dieser Zeit auch seine Promotion ab. 1996 unternahm er mit einem Stipendium der Deutschen Forschungsgemeinschaft einen dreijährigen Forschungsaufenthalt in Los Angeles, wo er sowohl an der University of California als auch an der University of Southern California tätig war. Anschließend kehrte er nach Münster zurück, wo er 2003 die Facharztbezeichnung und die Venia legendi für Innere Medizin erhielt sowie seine Habilitation ablegte. 2004 wurde er zum Oberarzt und 2009 zum Universitätsprofessor für den Schwerpunkt Hämatologie und Onkologie ernannt. 2014 wurde er zum Direktor der Universitätsklinik und Poliklinik für Innere Medizin IV am Universitätsklinikum Halle ernannt und auf eine Professur für Innere Medizin an der Martin-Luther-Universität Halle-Wittenberg berufen.

## Wirken
Müller-Tidow beschäftigt sich in seiner klinischen Forschung vor allem mit Leukämien, Lymphomen und verwandten Erkrankungen des blutbildenden oder lymphatischen Systems. Im experimentellen Rahmen erforscht er die Tumorentwicklung und -metastasierung sowie die dabei involvierten epigenetischen Mechanismen. Ziel ist dabei die Entwicklung neuer therapeutischer Ansätze. Die wissenschaftliche Arbeit von Müller-Tidow wird unter anderem von der Deutschen Forschungsgemeinschaft, der Stiftung Deutsche Krebshilfe, der Deutschen José Carreras Leukämie-Stiftung, der Wilhelm-Sander-Stiftung, der Fresenius-Stiftung und der Europäischen Union gefördert.

## Auszeichnungen
- 2001: Novartis-Stipendium für therapeutische Forschung
- 2004: Förderpreis der Deutschen Gesellschaft für Pneumologie und Beatmungsmedizin
- 2006: Johann-Georg-Zimmermann-Medaille
- 2005: Preis zur Förderung des wissenschaftlichen Nachwuchses der Westfälischen Wilhelms-Universität in Münster
- 2004: Heisenberg-Stipendium
- 2008: Leukemia Clinical Research Award der Deutschen Gesellschaft für Hämatologie und Medizinische Onkologie
- 2008: Karin-Nolte-Wissenschaftspreis
- 2011: Förderpreis für geriatrische Onkologie